# Milan Lindenthal (1979)
Milan Lindenthal (* 17. března 1979) je bývalý český fotbalista, záložník. Jeho otcem je fotbalista Milan Lindenthal. Za Viktorii Žižkov nastoupil v lize i jeho bratr Jaroslav Lindenthal.

## Fotbalová kariéra
V české lize hrál za FK Viktoria Žižkov. Nastoupil v 11 ligových utkáních. Gól v lize nedal. Po odchodu ze Žižkova hrál v nižší soutěži za FK Tachov.

## Ligová bilance
| Ročník                 | Zápasy | Góly | Klub               |
| ---------------------- | ------ | ---- | ------------------ |
| Gambrinus liga 1997/98 | 5      | 0    | FK Viktoria Žižkov |
| Gambrinus liga 1998/99 | 6      | 0    | FK Viktoria Žižkov |
| CELKEM 1. liga ČR      | 11     | 0    |                    |